# ウースター・レッドソックス
ウースター・レッドソックス（英語: Worcester Red Sox, 略称: WOR,WooSox）は、アメリカ合衆国マサチューセッツ州ウースターに本拠地を置くマイナーリーグの野球チーム。
メジャーリーグのボストン・レッドソックス傘下AAA級チームで、インターナショナルリーグ東地区に所属している。

## 球団の歴史

### 創設前
2015年2月にラリー・ルキーノが率いるビジネスグループは、1973年からボストン・レッドソックスのAAA級チームであるポータケット・レッドソックスを買収した。4月中旬までに、チームをポータケットからロードアイランド州プロビデンスに移すことを検討した。しかし、ロードアイランド州知事のジーナ・レモンドは、プロビデンスの土地がスタジアムとして検討されているのは「適切ではなく、残る障害が多すぎる」と述べた。2016年には、ポータケット・レッドソックスの本拠地であるマッコイスタジアムの改修の可能性について調査が実施された。そして2017年半ばから2018年半ばにかけて、ポータケットに新しい球場を建設することが検討された。
2021年4月にマサチューセッツ州ウースターに球団移転すると発表された。その後、オーナーによってポータケットでの新スタジアムの公的資金調達の取り決めは拒否された。ウースターにとっては、1880年代初頭に短命に終わったナショナルリーグ所属チームである「ウースター・ルビーレッグス」以来のプロ野球チームである。

### 設立後（2021年 - ）
2021年のマイナーリーグ再編に伴い、レッドソックスは20チームからなるトリプルAイーストに組織された。以前ポータケット・レッドソックスの監督を務めていたビリー・マクミロンが初代監督に任命された。マイナーリーグの開幕が遅れた影響で、5月4日にニュージャージー州トレントンで行われたバッファロー・バイソンズとの試合が最初の試合となった。
2022年にトリプルAイーストはインターナショナルリーグに名称を変更した。この年は、レッドソックスのAAA級チームの中で最も多い75人の選手を起用した。
2023年11月にオーナーのラリー・ルキノは、78歳で「幸せな引退に移りたい」と説明し、チームの売却を積極的に検討していると述べた。その後、チームはダイヤモンド・ベースボール・ホールディングスに買収された。
2024年には上沢直之が所属した。同年6月、吉田正尚がリハビリのために配属された。

## ロゴ
ウースターレッドソックスのロゴにはスマイリーフェイスが使用されている。

## 選手名鑑

### 過去の主な所属選手
- 上沢直之（2024）

## 球場

### ポーラー・パーク（2021年 - ）
2018年9月、ホーリークロス大学のスポーツエコノミストであるビクター・マセソンによると、これまでに建設された中で最も高価なマイナーリーグ球場になると報じた。オープンの1か月前の2021年4月、実際の総費用は1億5,900万ドルと報告された。 ウースターを本拠とする飲料会社であるポーラー・ビバレッジズが球場の命名権を持っている。

### ギャラリー

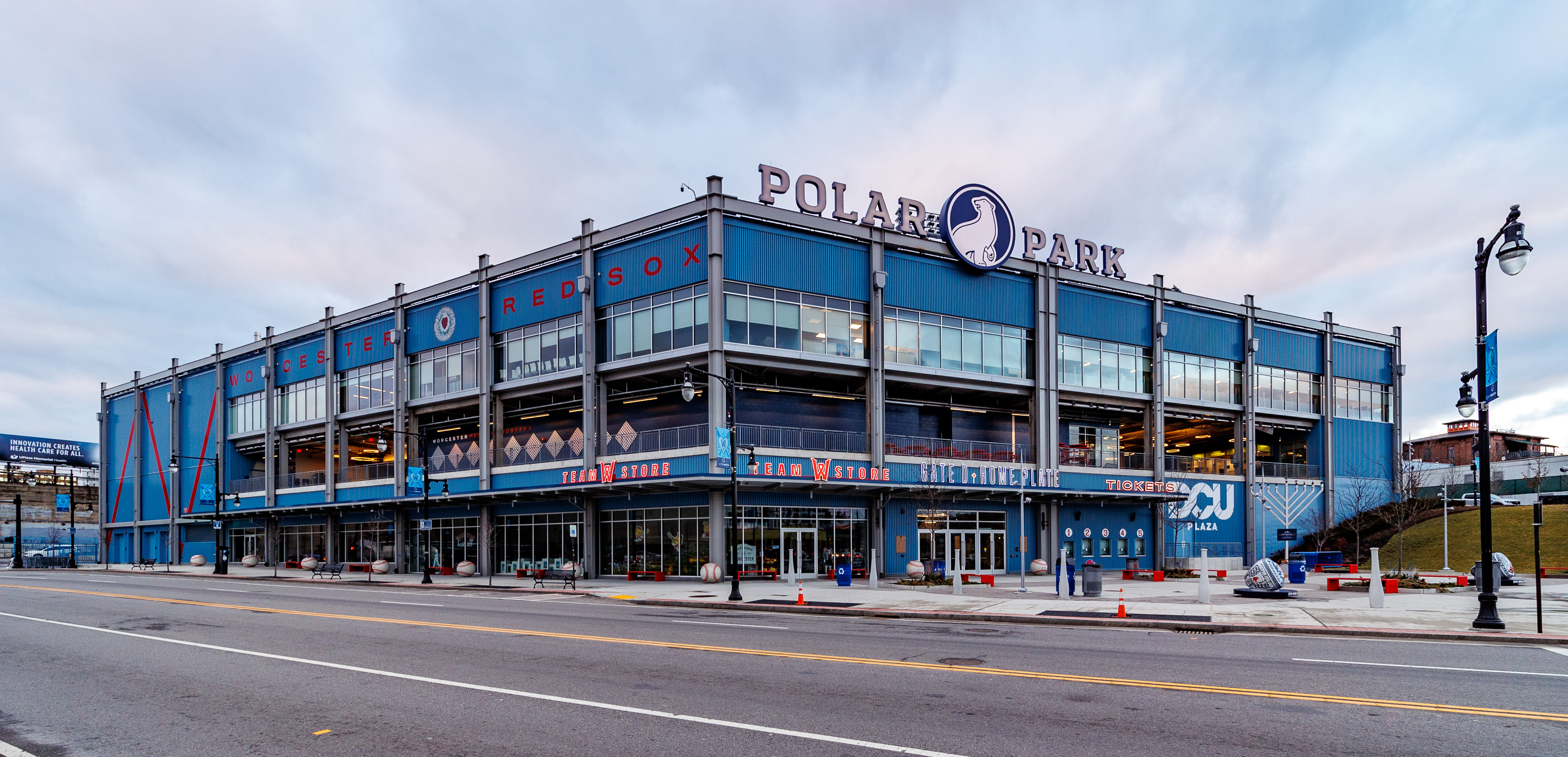
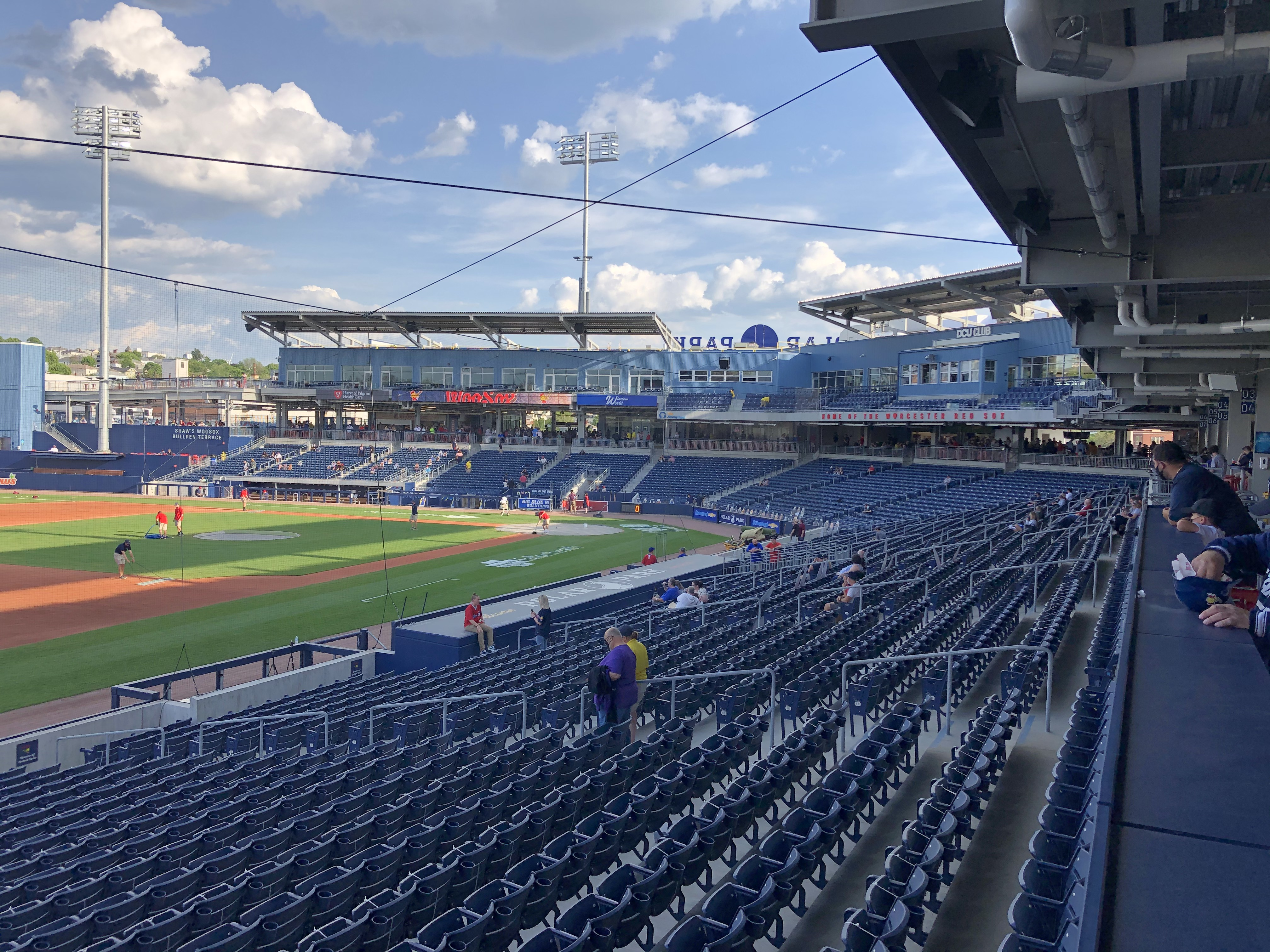
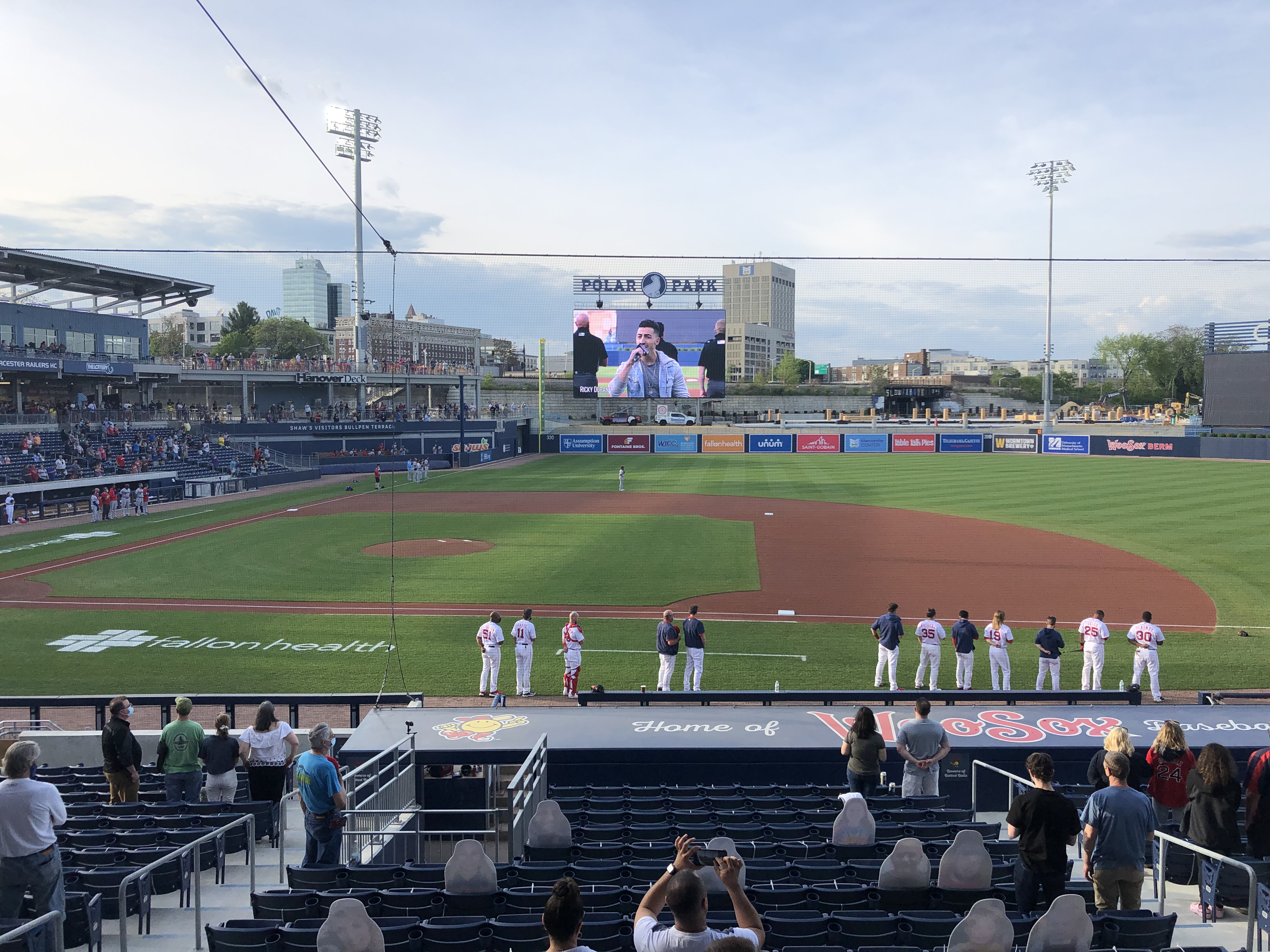